# Alastor thymbrinus
Alastor thymbrinus är en stekelart som beskrevs av Blüthgen 1956. Alastor thymbrinus ingår i släktet Alastor och familjen Eumenidae. Inga underarter finns listade i Catalogue of Life.